# ماریا پتکووا
ماریا پتکووا (بلغاری: Мария Димитрова Петкова؛ زادهٔ ۳ نوامبر ۱۹۵۰) پرتاب‌گر دیسک زن اهل بلغارستان بود.